# Leone (monedă)
Leone este moneda oficială a statului african Sierra Leone. Aceasta este divizată în 100 cenți.

## Istorie
Leone-ul a fost introdus pe 4 august 1964, înlocuind astfel moneda precedentă, lira vest-africană, la paritatea de 2 leone pentru o liră.